# Ямайская лептотила
Ямайская лептотила (лат. Leptotila jamaicensis) — птица из семейства голубиных.

## Описание
Ямайская лептотила достигает длины 29—33 см и массы от 117 до 190 г. Половой диморфизм выражен слабо. У взрослых самцов номинативного подвида лоб, лицо и горло белые, задняя часть темени серая, а затылок переливается пурпурным цветом. Мантия и боковые стороны шеи розовато-красные с переливчато-зеленым и/или фиолетовым отливом. Верхняя часть тела оливково-коричневая с белой полосой, проходящей перед сложенным крылом. Внутренние перья хвоста серовато-коричневые, а внешние чёрные с белыми кончиками. Вся нижняя часть тела белая. Испод крыльев красно-коричневый. Клюв тёмно-серый. Радужная оболочка белая или белая с красным ободком, глаз окружён голой тускло-фиолетовой кожей. Ноги и ступни красноватые. Самка похожа на самца, но имеет более тусклую окраску. Молодые особи похожи на взрослых, но более тусклые, и у многих перьев красноватые края.
Взлетающие птицы создают в полёте свистящий шум, напоминающий голос серых куропаток, что характерно для всех видов голубей-лептотил.

## Распространение
Распространена в Мексике на полуострове Юкатан, а также на Ямайке, Багамских островых, островах Ольбокс, Косумель, Большой Кайман и острове Сан-Андрес. Заселяет области поросшие кустами и деревьями, обитает исключительно на низменностях.

## Поведение
Ямайская лептотила — преимущественно обитающий на земле вид. Гнездо сооружает обычно на земле, может находиться, однако, низко в кустарнике или на дереве. Кладка состоит из 2 яиц с белой скорлупой. Инкубационный период составляет 16 дней.

## Содержание
Вид был впервые представлен в 1845 году в Берлинском зоопарке. Первое потомство было получено лишь в 1903 году в Великобритании. Их относительно редко содержат в вольерах. Им необходимы сухие и тёплые вольеры, а зимой отапливаемый защитный дом. К концу XX века в Германии, голуби этого вида в вольерах не содержались.

## Популяция
Популяция этого вида оценивается от 50 000 до 500 000 взрослых особей.

## Подвиды
Выделяют четыре подвида:
- Leptotila jamaicensis collaris (Cory, 1886)
- Leptotila jamaicensis gaumeri (Lawrence, 1885)
- Leptotila jamaicensis jamaicensis (Linnaeus, 1766)
- Leptotila jamaicensis neoxena (Cory, 1887)